# Sveta Peter in Mihael
Sveta Peter in Mihael (francosko Saint-Pierre-et-Miquelon) je skupina majhnih otočkov blizu Nove Fundlandije. Glavna med njimi sta otoka Saint Pierre in Miquelon.
Ti otoki pripadajo Franciji in so upravno Ozemeljska skupnost Sveta Peter in Mihael (francosko Collectivité territoriale de Saint-Pierre-et-Miquelon), torej prekomorska skupnost Francije. So edini ostanek nekdanjega kolonialnega ozemlja Nova Francija. 
Državljani Evropske unije nimajo pravice do svobodnega gibanja in ustanavljanja podjetij na otoku, kot sicer določa Amsterdamska pogodba, saj je ta del Francije skupno potovalno območje s Kanado, ZDA in Grenlandijo.